# William McGonagall
William Topaz McGonagall (março de 1825 – 29 de setembro de 1902) foi um teceleiro escocês, que ganhou notoriedade como um poeta de baixa qualidade que não mostrava qualquer preocupação pela opinião negativa do seu trabalho por parte dos seus pares.
McGonagall escreveu à volta de 200 poemas, incluindo o infame "The Tay Bridge Disaster", que são encarados como os piores poemas da literatura Inglesa. Grupos por toda a Escócia requisitavam-no para recitar versos dos seus trabalhos; descrições contemporâneas destas performances indicam que os espectadores apreciavam as habilidades cómicas de McGonagall. Coletâneas dos seus trabalhos continuam populares, com vários volumes disponíveis ainda hoje.
McGonagall é aclamado como o pior poeta na história da literatura britânica. As principais críticas à sua obra são a sua aparente insensibilidade à metáfora poética, e incapacidade de fazer escansões corretamente. Nas mãos de outros artistas, isto poderia ser a origem de versos enfadonhos e pouco inspirados; na lírica de McGonagall, estas falhas geram um efeito humoroso que lhe assegurou a fama. As rimas inapropriadas, vocabulário fraco e imagens descabidas são simbióticas e tornam a sua obra a poesia dramática mais inintencionalmente cómica da língua inglesa. Os temas centrais da sua obra tocam grandes acontecimentos e tragédias contemporâneas, motivo pelo qual os seus poemas circulavam pela população local de Dundee como panfletos: numa era antecessora do rádio e da televisão, a sua voz revelou-se um método de comunicação e de transmissão de notícias importantes a um público ávido.
McGonagall casou, em 1846, com Jean King; do casamento resultaram cinco filhos e duas filhas.